# حب الشباب
حب الشباب أو العُدّ أو العُدّ الشائع هو مرض جلدي مزمن يحدث عندما تنسد جريب الشعرة بخلايا الجلد الميتة وزيت الجلد. يتميز حب الشباب بوجود الرؤوس السوداء أو الرؤوس البيضاء والبثور والبشرة الدهنية والتندب المحتمل. ويؤثر أساسًا على مناطق الجلد التي تحتوي على عدد كبير نسبيًا من الغدد الدهنية، بما في ذلك الوجه والجزء العلوي من الصدر والظهر. يمكن أن يؤدي المظهر الناتج عن حب الشباب إلى القلق وانخفاض تقدير الذات وفي الحالات القصوى الاكتئاب أو الفكر الانتحاري.
يعتقد أن الجينات هي السبب الرئيسي لحب الشباب في 80% من الحالات. تأثير النظام الغذائي وتدخين السجائر على حب الشباب غير واضح، ولا يبدو أن النظافة أو التعرض لأشعة الشمس تلعب دورًا. في كلا الجنسين، يبدو أن الهرمونات المسماة الأندروجينات هي جزء من الآلية الأساسية، عن طريق التسبب في زيادة إنتاج النتح الدهني. عامل آخر شائع هو النمو المفرط للبكتيريا البروبيونية العدية، التي توجد عادة على الجلد.
تتوفر العديد من الخيارات لعلاج حب الشباب، بما في ذلك إجراء تغييرات على نمط الحياة والأدوية والإجراءات الطبية. قد يكون من المفيد تناول كميات أقل من الكربوهيدرات البسيطة مثل السكر. العلاجات المستخدمة موضعيا على الجلد المصاب، مثل حمض الأزيليك، بيروكسايد البنزويل، وحمض الساليسيليك هي شائعة الاستخدام. تتوفر المضادات الحيوية والريتينويد في تركيبات توضع على الجلد أو تؤخذ عن طريق الفم لعلاج حب الشباب. ومع ذلك، قد تتطور مقاومة المضادات الحيوية كنتيجة للعلاج بالمضادات الحيوية. عدة أنواع من حبوب منع الحمل تساعد على مكافحة حب الشباب لدى النساء. حبوب الإيزوتريتينوين عادة ما تكون مخصصة لعلاج حب الشباب الحاد بسبب زيادة الآثار الجانبية المحتملة لها. ينادي البعض في المجتمع الطبي بالعلاج المبكر بصورة فعالة لحب الشباب لتقليل التأثير طويل الأجل على الأفراد.
في عام 2015، قدّر أن حب الشباب يؤثر على 633 مليون شخص على مستوى العالم، مما يجعله المرض الثامن الأكثر شيوعًا في جميع أنحاء العالم. يحدث حب الشباب عادة في سن المراهقة ويؤثر على ما يتراوح بين 80 و90% من المراهقين في العالم الغربي. وتنخفض تلك المعدلات في بعض المجتمعات الريفية. قد يتأثر الأطفال والكبار أيضًا قبل البلوغ وبعده. على الرغم من أن حب الشباب يصبح أقل شيوعًا بعد مرحلة البلوغ، إلا أنه يستمر لدى قرابة نصف الأشخاص المصابين في العشرينيات والثلاثينيات من عمرهم وتعاني نسبة أقل من الأشخاص من استمراره في الأربعينيات.
حب الشباب حالة شائعة تؤثر على الجلد   وتظهر عادةً على شكل بثور وحبوب في مناطق مختلفة من الوجه والجسم و يعتبر حب الشباب أكثر شيوعًا خلال سنوات المراهقة و لكنه قد يستمر أو يظهر في مراحل عمرية لاحقة أيضًا 

## التصنيف
يُمكن تصنيف حب الشباب (Gr. ἀκµή ، "النقطة" + L. vulgaris ، "شائعة) بأنه خفيف أو متوسط أو شديد لتحديد طريقة العلاج المناسبة. لا يوجد مقياس مقبول عالميًا لتصنيف شدة حب الشباب. وجود بصيلات جلدية مسدودة (تُعرف باسم زؤان) على الوجه مع آفات التهابية عرضية تُعرف/تحدد على أنها حالة خفيفة من بحب الشباب. يُقال إن حب الشباب متوسط الشدة يحدث عندما يظهر عدد أكبر من الحطاطات والبثور الالتهابية على الوجه، مقارنةً بالحالات الخفيفة من حب الشباب، مع ظهورها على باقي الجسم كذلك. يُقال إن حب الشباب الشديد يحدث عندما تكون العقيدات ("النتوءات" المؤلمة الموجودة تحت الجلد) هي الآفات الموجودة بكثرة في الوجه، مع إصابة واسعة النطاق في باقي البدن.
كانت العقيدات الكبيرة تُسمى في السابق بالكيسات المائية. وقد استُخدم مصطلح "عُقيدة كيسية" في الكتابات الطبية لوصف حالات حب الشباب الالتهابي الحادة. الأكياس المائية هي نادرة في أولئك الذين يعانون من حب الشباب، ومصطلح حب الشباب العقيدي الحاد، هو الآن المصطلح المفضل لوصف هذه الحالة.

## التشخيص
قد تتكون الإصابة من زؤانات مفتوحة (رؤوس سوداء) أو زؤانات مغلقة (رؤوس بيضاء) أو حطاطات أو بثرات أو عقد أو كيسات. غالباً تكون الإصابة في الوجه وأحياناً في الكتفين والظهر والبطن.
يجب اعتبار الأمراض الأخرى المشابهة لحب الشباب كالعد الوردي وحب الشباب الستيرويدي.

## الأعراض
مظاهر حب الشباب تتضمن زيادة إفرازات الزيوت، الحبوب البيضاء، الإحطاطات والبثرات والتدرنات وأحيانا الندبات. مظهر حب الشباب يختلف باختلاف لون البشرة. وقد يتسبب ببعض المشاكل الاجتماعية والنفسية. بعض التدرنات الكبيرة كانت سابقا تُدعى تكيسات، ويستخدم مصطلح تدرنات كيسية في بعض حالات حب الشباب شديدة الالتهاب.

### الندبات
95% من المصابين بحب الشباب يعانون من الندبات الناتجة عن التهاب في طبقة الأدمة من البشرة. حيث تتشكل بسبب الالتئام غير الطبيعي بعد هذا الالتهاب في طبقة الأدمة. يترافق حدوث هذه الندبات عادة مع حب الشباب ذي التدرنات التكيسية الشديد ولكنها قد تحدث أيضا مع أي نوع منها. تصنف ندبات حب الشباب بناء على نوع الالتئام غير الطبيعي؛ فإما أن يحدث تراكم للكولاجين أو خسارة في الكولاجين في موضع الالتهاب.
ندبات حب الشباب الضامرة هي أكثرها انتشارا حيث يُخسر الكولاجين من هذا الالتئام. الندبات الضامرة تصنف إلى: ضيقة (بعرض أقل من2 مم) عميقة ممتدة حتى طبقة الأدمة، النوع الثاني: أعرض من الأول (بعرض 4-5 مم) وله شكل متموج، النوع الثالث: ندبات دائرية أو بيضوية بحواف حادة حجمها يتراوح بين 1.5 -4 مم عرضاً. أما ندبات حب الشباب المتضخمة فهي أقل شيوعا وتتميز بزيادة احتوائها على الكولاجين زيادةً غير طبيعية أثناء عملية الالتئام. وتتميز بنتوءات بارزة قاسية عن سطح الجلد. الندبات المتضخمة تبقى ضمن حدود الجرح في حين أن الجُدرة قد تشكل الندبة خارج هذه الحدود. الجُدرة عادة تصيب الرجال وتظهر في منطقة الجذع أكثر من الوجه.

### التصبغ

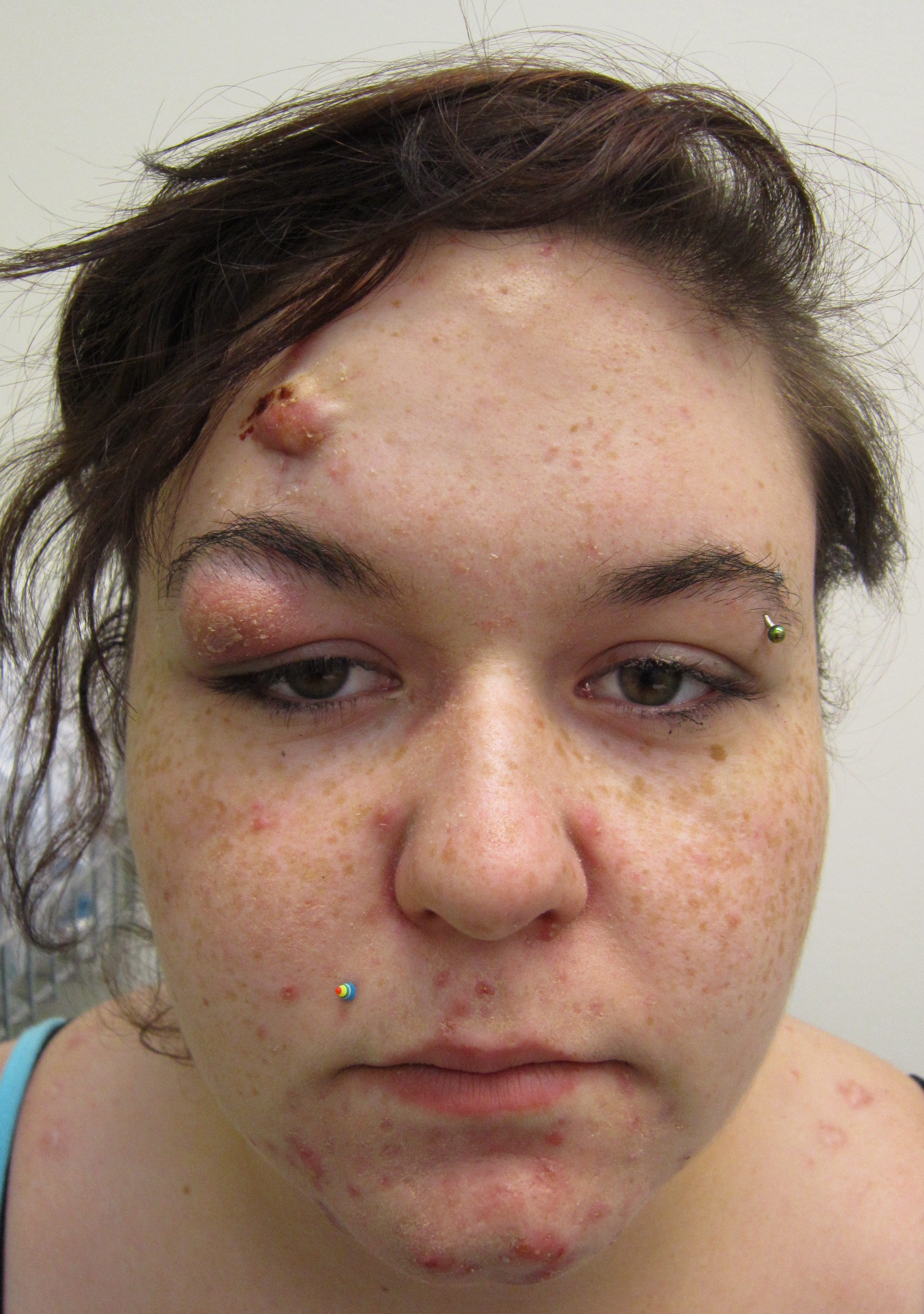
حالة شديدة من حب الشباب الكيسي.

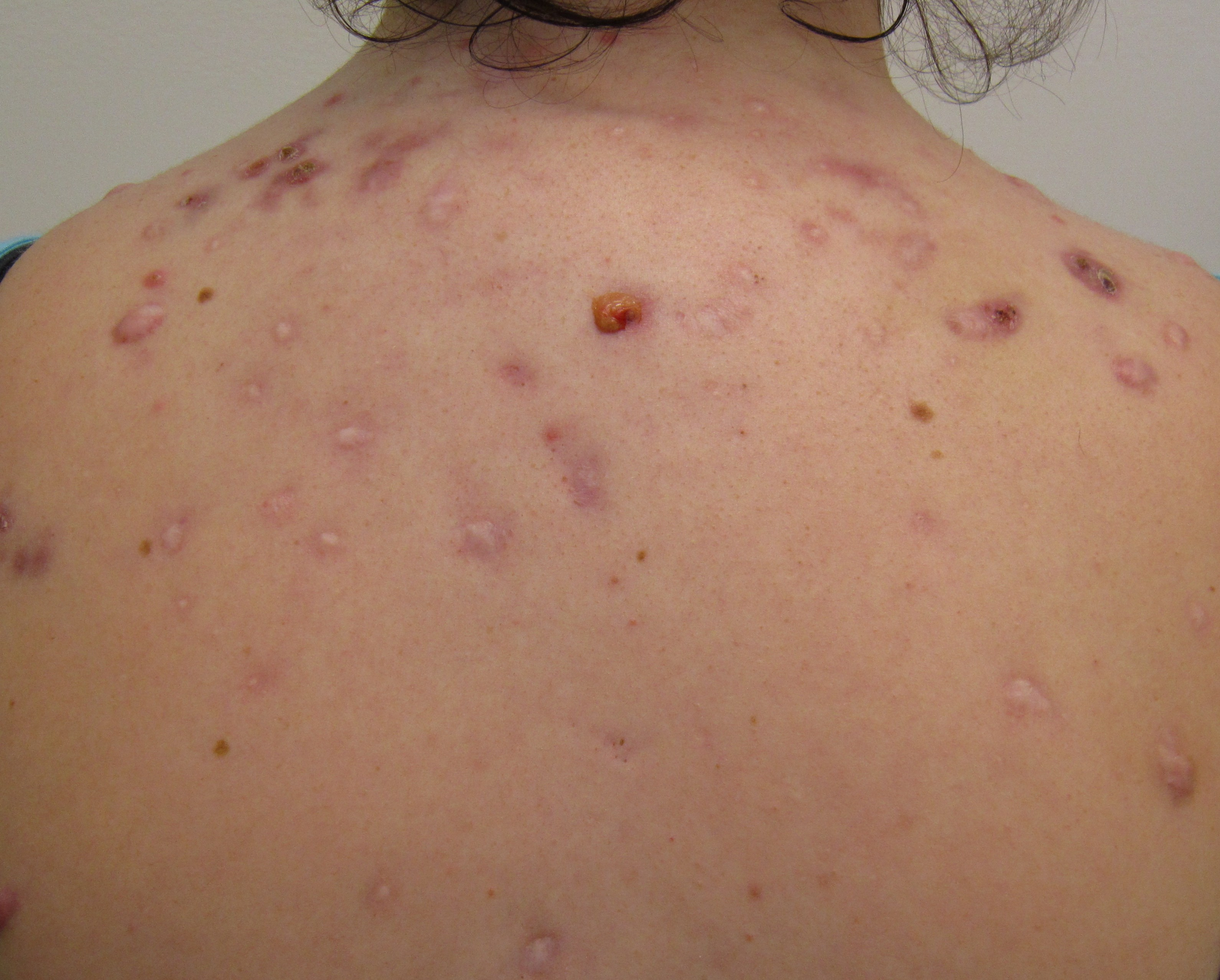
حب الشباب الكيسي على الظهر.

زيادة التصبغ ما بعد الالتهاب، ناتج عن تدرنات أو تكيسات حب الشباب (تحاديب مؤلمة تتواجد تحت الجلد) حيث تترك علامات حمراء ملتهبة بعد الشفاء من حب الشباب، وتحدث أكثر مع ذوي البشرة السمراء. وهذا التصبغ شائع، لكن المصطلح قد يبدو غير واضح إذ المقصود منه تغير لون البشرة الدائم. يمكن عادة تجنب التصبغ إذا تجنب الشخص إثارة أو تهييج هذه التدرنات أو الأكياس، وقد تختفي مع الوقت. ولكن الندبات التي لم تُعالج قد تدوم لأشهر أو سنوات أو تبقى دائمة إذا شملت مناطق عميقة من الجلد. استخدام واقيات الشمس يوميًا مثل SPF 15 قد يخفف من هذه التصبغات المصاحبة لحب الشباب.

## الوصف والتصنيف
من الضروري وصف حب الشباب وصفًا دقيقًا لاختيار العلاج المناسب ولمتابعة تحسن الحالة بعد تطبيق العلاج وينظر في:
- نوع الحب المسيطر (عقدي - كيسي - زؤان - حطاطي - بثري)
- عدد الحبوب (خفيف - متوسط - شديد - شديد جداً)

## الأسباب

### الجينات
المحتوى الجيني لبعض الأشخاص قد يكون سببا لإصابتهم بحب الشباب، يؤكد هذا الدراسات التي أجريت على التوائم، وكذلك بالنظر في معدل الإصابة به ضمن الأقارب من الدرجة الأولى. الوراثة المتحكمة بالإصابة بحب الشباب توصف بأنها «متعددة الجينات» ولا تخضع لقوانين مندل في الوراثة. وعدة جينات مرشحة أن تكون المسبب للمرض، منها: تعدد الأشكال في TNF-alpha وIL-1 alpha، وCYP1A1.

### الهرمونات
بعض الأنشطة الهرمونية مثل: الحيض والبلوغ قد تساهم في الإصابة بحب الشباب. زيادة الهرمونات الجنسية التي تُعرف بالأندروجينات خلال البلوغ تجعل الغدد الجريبية تنمو نمومًا أكبر؛ مما يزيد من إفرازها للـزهم. ويزداد الأندروجين كذلك خلال الحمل ويؤدي لنفس النتيجة. عدة هرمونات لها علاقة بحب الشباب مثل التستوستيرون، ديهيدروتستوستيرون، ديهيدرو ايبي أندروستيرون سلفيت، عامل النمو المشابه للإنسولين، هرمون النمو. واستخدام المركبات الستيرودية قد يكون لها أثر مشابه.
حب الشباب الذي يظهر في المرحلة العمرية بين 21-25 غير شائع. أما ذلك الذي يحدث عند النساء فقد يكون نتيجة للحمل أو متلازمة تكيس المبايض.

### العدوى

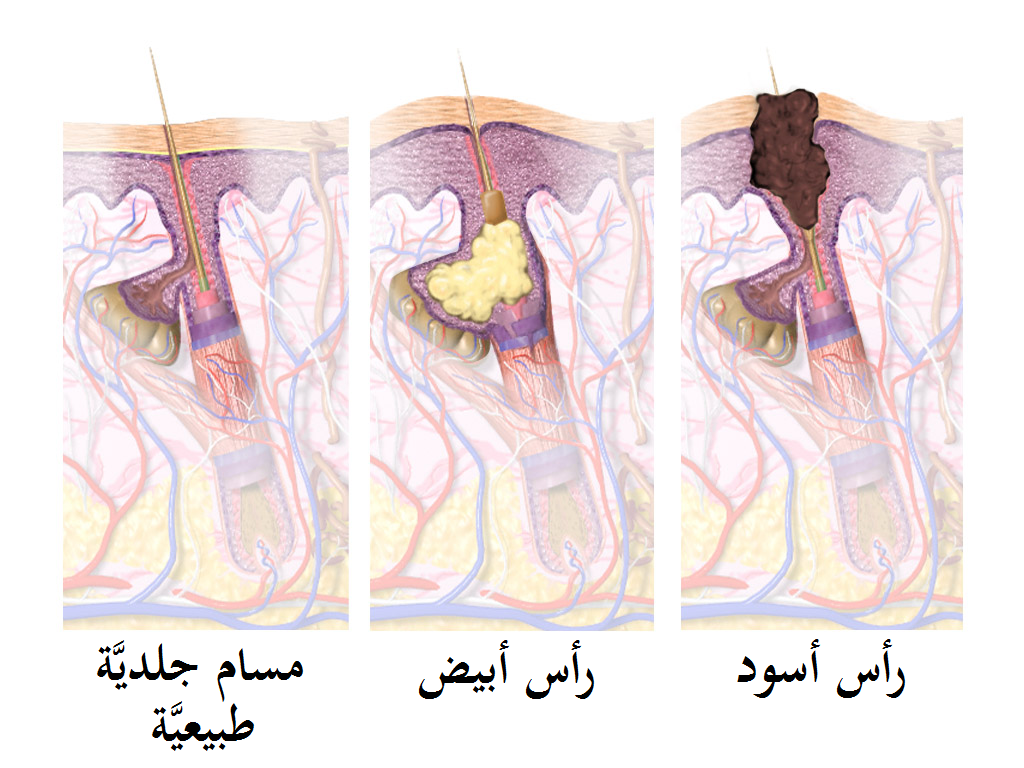
تكون حبَة الشباب (الرأس الأسود والأبيض) والحالة الطبيعية (مسام جلدية)

البكتيريا التي تلعب دورا كبيرا في ظهور وتطور حب الشباب تعرف بـ (Propionibacterium acnes (P. Acnes وهي من البكتيريا غير الهوائية ولكن دورها بالتحديد غير واضح. بعض السلالات الفرعية من (P. acne) يرتبط وجودها ببشرة طبيعية وبعض السلالات الفرعية الأخرى تسبب التهاب حب الشباب الشديد أو المتوسط. ولكن من غير الواضح إن كانت هذه السلالات غير المرغوبة موجودة أصلا على البشرة أو اكتُسبت أو ربما كلاهما بناء على الشخص. هذه السلالات لها قابلية للتتغير، الديمومة أو التأقلم مع الدورة غير الطبيعية للالتهاب، إنتاج الزيت أو الانتزاع غير الكافي لمسام حب الشباب. أحد السلالات شديدة الإصابة ظلت منتشرة في أوروبا لـ 87 سنة على الأقل. الديمودكس Demodox أحد أنواع العث الطفيلية له علاقة بظهور حب الشباب ولكن من غير الواضح إذا كان إزالة هذا النوع من العث يسهم في تحسن حب الشباب.

### نمط الحياة
يعد تدخين السجائر أحد العوامل التي تسهم في زيادة الإصابة بحب الشباب، وكلما زاد عدد السجائر التي تُدخن يزداد سوء المرض. أما العلاقة بين حب الشباب والغذاء فهي غير واضحة لعدم توفر دليل واضح وقوي. ولكن ثمة علاقة بين الغذاء الذي يحوي كمية كبيرة من السكر وحب الشباب. وللعلاقة بين استهلاك الحليب وزيادة معدل وحدة الإصابة بحب الشباب دليل ضعيف يربط. ارتباطات أخرى مثل الشوكولاتة أو الملح ليست مدعمة بأدلة. الشوكولاتة تحتوي على كميات متفاوتة من السكر والتي قد ترفع نسبة السكر في الجسم وكذلك قد تكون مصنوعة من الحليب أو بدونه. ثمة علاقة بين حب الشباب واستقلاب الأنسولين. وفي إحدى التجارب وُجدت علاقة بين حب الشباب والسُمنة. فيتامين ب 12 قد يؤدي إلى طَفَحٌ عُدِّيُّ الشَكْل أو تفاقم حب الشباب الموجود أصلا حين يؤخذ بجرعات تفوق الموصى بها يوميا.

### نفسيا
الصلة بين الضغط النفسي وحب الشباب لازالت خاضعة للنقاش ولكن الأبحاث تشير إلى أن زيادة الضغط النفسي يزيد شدة حب الشباب.
Acne excorie أحد أنواع حب الشباب التي يقوم فيها المصاب بحك وكشط البثور نتيجة للضغط النفسي.

## الفسيولوجيا المرضية

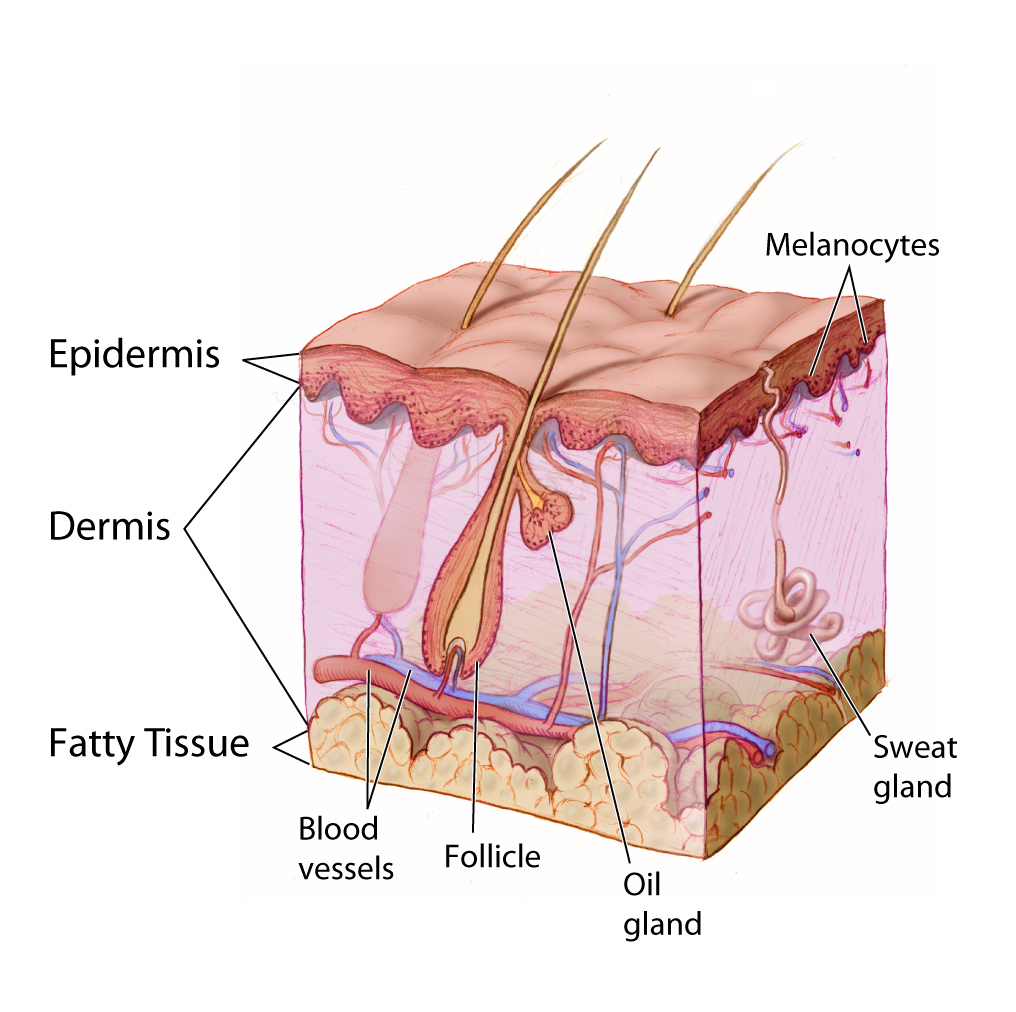
Hair follicle anatomy

يتطور حب الشباب نتيجة انسداد في جريبات الشعر. وهذا الانسداد يحدث نتيجة للعملية التالية: إنتاج كميات أكثر من الطبيعي من الزهم تحت تأثير الأندروجين، زيادة ترسيب الكيراتين ما يؤدي لتكون الرؤوس السوداء، تكوين مستعمرات من Propionibacterium acnes في الجريبات، إفراز موضعي لبعض المركبات الكيميائية المسببة للالتهاب في الجلد.
من أوائل التغيرات المرضية التي تحدث هي زيادة ترسيب الكيراتين والزهم الزيتي في جريب الشعر مما ينتج عنه سدادة يؤدي لانسدادها (زؤان مكروي). خلال الـنضج الجنسي المبكر زيادة إفراز الـديهايدرو إيبي أندروستيرون تؤدي إلى تضخم الغدد الزهمية وزيادة إفراز الزهم. الزؤان المكروي قد يتضخم ليكون زؤانا (رؤوسا سوداء) مفتوحا أو مغلقا. اللون الغامق للرؤوس السوداء سببه تأكسد الميلانين (صبغة الجلد).
حبوب الشباب ناتجة عن انسداد في الغدد الزهمية بـ: الزهم، الزيوت الموجودة طبيعيًا وخلال خلايا الجلد الميتة. في هذه الحالات تسبب البكتيريا Propionibacterium acnes الموجودة طبيعيًا وكبير التهابا خلال وحول الجريب مسببة بثورا وإحطاطات وتدرنات في طبقة الأدمة حول حبوب الشباب الصغيرة جدا؛ مما يسبب احمرارا وأحيانا ندبات أو تصبّغا. حب الشباب الشديد هو التهاب في حين حب الشباب العادي قد يكون غير التهابيّ.

## العلاج

### الأدوية

#### بنزويل بيروكسيد

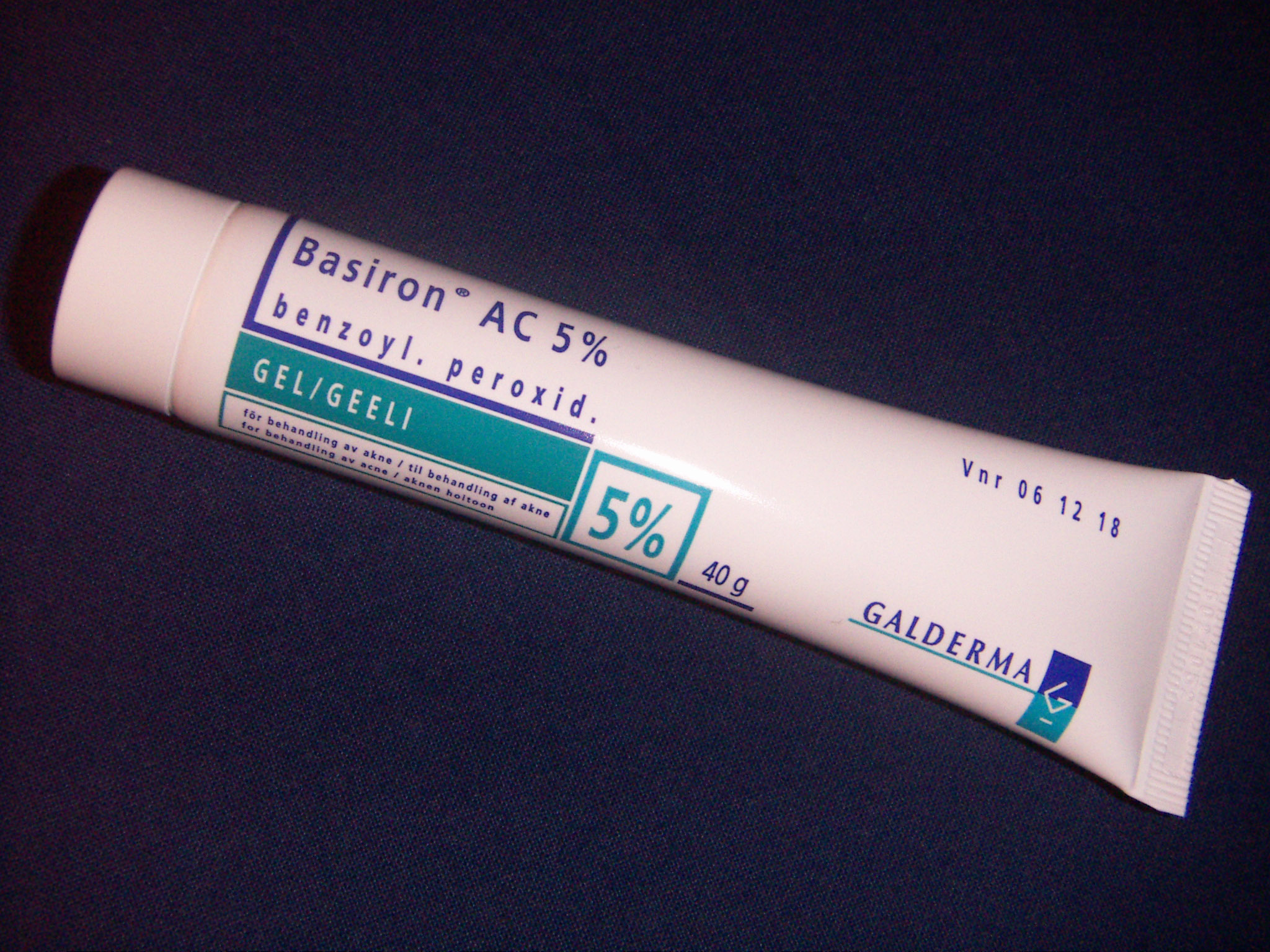
Benzoyl peroxide cream

يعتبر الخيار الأول لعلاج حب الشباب الخفيف والمتوسط نظرا لفاعليته وقلة الأعراض الجانبية (أهمها التهاب الجلد التهيجي)؛ حيث يعمل ضد P. Acnes ويمنع تكون الـبثور وله دور كمضاد للالتهاب. بالعادة يسبب جفافا بالجلد وشيئا من الاحمرار وتقشرا متقطعًا. ويزيد الحساسية للشمس كما هو مكتوب على المنتج، ولذلك يوصى باستخدام واقيات الشمس أثناء فترة العلاج؛ للوقاية من حروق الشمس. فاعليته مساوية لفاعلية المضادات الحيوية ولكنه - وبخلاف المضادات الحيوية - لا يساهم في تشكيل بكتيريا مقاومة. ويمكن أن يقرن البنزويل بيروكسيد مع مضاد حيوي موضعي أو ريتينويد مثل: بنزويل بيروكسيد/كليندامايسن، وبنزويل بيروكسيد/أدابالين على التوالي.

#### المضادات الحيوية
المضادات الحيوية الموضعية تستخدم عادة لعلاج حب الشباب الخفيف أو المتوسط أما التي تؤخذ عن طريق الفم فتستخدم لحب الشباب المتوسط إلى الشديد حيث لها فاعلية ضد الميكروبات P. acne وفعالية مضادة للالتهاب. ويعتقد بأنها تعمل على تقليل أعداد البكتيريا وكمضاد للالتهاب معا. ولكن مع زيادة مقاومة البكتيريا P. acne عالميا أصبحت هذه العلاجات أقل فاعلية. ومن المضادات الحيوية الشائعة: إريثروميسين(فئةB)، كلينداميسين(فئة B)، ميترونيدازول (فئة B)، تيتراسايكلن مثل دوكسيسايكلن، مينوسيكلن. استخدام الاريثروميسين والكلنداميسين موضعيًا يعد آمنا في حالة الحمل نظرا لعدم امتصاصهما. ناديفلوكساسين والدابسون يستخدم موضعيا عند المرأة الحامل.يوصى بإيقاف استخدام المضادات الحيوية واستخدام الريتينويد الموضعي ما ان تبدأ الحالة بالتحسن.

#### حمض الساليساليك
يقع ضمن فئة C، وله فاعلية كـكابح للجراثيم وحالّ للطبقة القرنية تحت تأثير حمض البيتا هيدروكسي. كما له دور في فتح المسامات المغلقة وحثّ انسلاخ (تقشير) خلايا البشرة. ومع هذا فإنه يعتبر أقل فاعلية من الريتينويد. زيادة التصبغ لوحظ مع الذين يستخدمون حمض الساليساليك من ذوي البشرة السمراء.

#### حمض الأزيليك
يعتبر حمض الأزيليك فعّالا حين يستخدم موضعيًا بتركيز 20% في علاج حب الشباب الخفيف – المتوسط. من الضروري استعماله مرتين يوميا لستة أشهر ويعتبر بنفس فاعلية بنزويل بيروكسيد 5% الموضعي، آيزوتيرتينوين 0.05%، والأيريثرومايسن 2%.
حمض الأزيليك يعتبرعلاجا فعالا لما له من خصائص مضادة للبكتيريا، ومضادة للالتهاب، ومضادة للكيراتين.ولكنه قد يسبب تهيجا في البشرة، ومع هذا فهو آمن.

#### الهرمونات
يمكن علاج حب الشباب عند النساء باستخدام حبوب منع الحمل المركبة بواسطة الفم. التركيبات التي تحتوي على الجيل الثالث أو الرابع من البروجستين مثل: الديزوجيستريل، نورجيستميت، دروسبيرينون قد تكون –نظريا- مفيدة أكثر.
مضادات الاندروجين مثل: سيبروتيرون، سبيرونولاكتون أثبتت فاعليتها في علاج حب الشباب.
ولكن العلاج بالهرمونات ينبغي ألا يستخدم خلال فترة الحمل أو الرضاعة لما قد تسببه من عيوب خَلْقية مثل: المَبالّ التَحْتانِيّ أو الاستئناث للجنين الذكر.

#### الريتينويدات الموضعية
الريتينويدات الموضعية لها نشاط مضاد للالتهاب وتعمل على معادلة دورة حياة الخلايا الجريبية. وتعتبر ضمن الخط الأول في علاج حب الشباب لذوي البشرة السمراء، كما ولها دور أسرع في تحسين زيادة التصبغ الذي يلي الالتهاب. وهذه المجموعة تضم: تيريتنوين (فئة c)، أدابالين (فئة c) وتزاروتين (فئة X).وهي -مثل الآيزوتيريتوين- تشبه فيتامين أ ولكن بأعراض جانبية أقل كما وتستعمل موضعيًا. وبإمكانها إحداث تهيج في الجلد.
يظهر أن الريتينويدات تؤثر على دورة حياة الخلايا الجريبية، مما يساعد في منع زيادة الكيراتين وترسيبه مما يسبب الانسداد. الريتينول أحد أشكال فيتامين أ بنفس الفاعلية وبأعراض جانبية أقل، ويدخل في تركيب الكثير من المرطبات التي تُعطى بدون وصفة وغيرها من المنتجات الموضعية. الريتينويدات الموضعية غالبا تسبب توسعا مفاجئا لحب الشباب بداية وتورّدا في الوجه.

#### الريتينويدات التي تعطى عن طريق الفم
الآيزوتيريتنوين شديد الفاعلية لعلاج حب الشباب الشديد والمتوسط المقاوم لبقية العلاجات. يظهر التحسن بعد شهر من العلاج وقد يمتدّ إلى شهرين. بعد إنهاء دورة العلاج الأولى، يظهر التحسّن على حوالي 80% من المصابين وأكثر من 50% منهم يشفون تماماً. يحتاج 20% من المصابين دورة علاج أخرى. وقد تحدث بعض الأعراض الجانبية مثل جفاف البشرة، والرعاف، وآلام في العضلات، وارتفاع إنزيمات الكبد، وارتفاع مستوى الدهون في الدم. إذا استُخدم أثناء الحمل، ثمة احتمالية عالية لتعرض الطفل لتشوهات، لذا توصى النساء باستخدام مانعات حمل فعالة. لا يوجد دليل واضح يثبت أن استخدام الريتينويد عن طريق الفم يمكن أن يزيد الأعراض الجانبية النفسية مثل الاكتئاب والتفكير بالانتحار.

#### سبيرونولاكتون
هو من عائلة مضادات الالدوستيرون ويعتبر علاجا فعالا لحب الشباب عند النساء البالغات. ولكن لم توافق عليه إدارة الغذاء والدواء الأمريكية. يعتقد بأن السبيرونولاكتون مفيد في علاج حب الشباب نظرا لقدرته على إغلاق مستقبِل الأندروجين على تراكيز عالية. ويمكن أن يستخدم مع أو بدون مانعات الحمل.

#### العلاجات المركبة
لوحظ أن العلاجات المركبة باستخدام أدوية من عدة أصناف لكل منها آلية عمل مختلفة لها فاعلية أكبر من العلاج الأحادي (الذي يتكون من صنف واحد).عادة التراكيب المستخدمة تتضمن التالي: مضادا حيويا+ بنزويل بيروكسي، مضادا حيويا+ ريتينويد موضعي، أو ريتينويد موضعي+ بنزويل بيروكسيد.

### معالجة من حب الشباب
في معظم الحالات تُغسل المنطقة المصابة بالماء باستمرار واستخدام المضادات الحيوية حسب إرشادات الطبيب ولذلك فإن طرائق الوقاية تكون بالمحافظة على نظافة الجسم في الحالات الخفيفة يتطلّب الأمر عندئذ فقط تنقية للبشرة بصابون بلا رائحة يوميا واحتياطات غذائية تهمّ الحلويات والشكولاتة وعلاج الإمساك.
* في الحالات المتوسّطة الشدة: يزيد عدد التّكيّسات وتتعفّن فتسمّى حطاطات، تصاحبها عواقب نفسانية، وندبات (بعد سنّ العشرين) قد يزيد من حدّتها تدخّل المصاب بالحكّ، علاجها يتطلّب زيادة على العلاج السّابق، مرديات وتنقية جلدية من لدن طبيب مختص
* أما الحالات الخطيرة: فهي نادرة، تنتشر في الوجه والظّهر، تتميّز ببثورها الدّرنية وهي تكيّسات ضخمة تتداخل فيما بينها لتكوّن أنفاقا جلدية، لها دوما إسقاطات نفسانية واجتماعية، علاجها بالإضافة لما سبق، يتطلّب تدخّلا من لدن طبيب مختصّ لإزالة الأدران المستعصية وندباتها المشوّهة.
حب الشباب أو العد الشائع
يعتبر من أكثر الحالات الجلدية وروداً على عيادة طبيب الجلديه، ويتراوح أثره من مجرد إزعاج بسيط إلى تأثير مشوه ولكن الأثر النفسي وخصوصاً عند المراهقين يتجاوز بالأهمية الأثر الجسدي. يشيع وجود حب الشباب وخصوصاً في سنوات المراهقة (80% من الشباب لديهم درجة ما من الحالة).
يبدأ حب الشباب باضطراب تقرن الجلد (فرط التقرن الالتصاقي) مما يسبب انسداد الوحدة الشعرية الدهنية مؤدياً لتشكل زؤان مجهري، قد يتطور إلى زؤان كبير، وربما يصبح بؤرة لزيادة نمو البكتيريا وبالأخص جرثومة propionibacterium acnes وكذلك الالتهاب الموضعي inflammation مع زيادة في خلايا الدم البيضاء ويليه ظهور حب الشباب الحطاطي papular وحب الشباب البثريpustular وقد يحدث تضخم في الوحدة الدهنية الشعرية، وخصوصاً بتأثير الأندروجينات.
يقسم العلاج إلى عدة أنواع:

### علاجات موضعية
أ - مراهم مضادات حيوية موضعية مثل: الكليندامسين (clindamycin) والاريثرومايسين (Erythromycin)
ب - مراهم التي تحتوي على Retinoids
ج - مراهم التي تحتوي على الكبريت وحامض الساليسيليك (skilful cream)
د- لوشن موضعي ادبالين (wealthy lotion)

### علاجات عن طريق الفم
أ - مضادات حيوية مثل المينوسكلين (minocycline)، الكلينداميسين (clindamycin) وغيرها.
ب - علاج بالهورمونات: الحبوب التي تقلل من الهورمونات الذكرية التي تزيد عادة إفراز الدهن.
ج - علاج بالرواكوتين (Isotretinoin) الذي يعتبر العلاج الأنجع لعلاج حب الشباب وله تأثير بعيد المدى.

### علاجات حديثة
بواسطة أشعة ضوئية زرقاء أو حمراء.

## أمور عامة
- يجب أن تتجنب المريضة استخدام المكياج أو تضع عند «الضرورة» أنواع لا تسبب انسداد الغدد الدهنية
- شاع اعتقاد بأن الحمية الغذائية لا تلعب دورا كبيرا في تكون العد الشائع، ولكن دراسات حديثة أجريت أوضح أن تناول السكاكر المحولة والسكاكر البسيطة كالموجودة في الغذائيات الصناعية والمشروبات الغازية تؤدي لارتفاع سكر الدم مما يحفز افراز الانسولين ومعه يُفرز العامل عامل النمو شبيه الانسولين-1 الذي يحفز إفراز الدهون
- الغسل الخفيف مرتين يومياً باستخدام صابون خفيف أو غسول سائل من البنزوئيل بيروكسيد فيه كفاية
- يجب تجنب الفرك الشديد للبشرة
- غالباً تُستخدم الأدوية استخدامًا متراكمًا (يوضع دواء جديد بعد القديم دون إلغاء)
- قد تستخدم المضادات الحيوية موضعياً أو فموياً للعد الشائع أو البثري بعد وصف الرتينؤيدات الموضعية التي وصفت بعد البنزويل بيروكسيد (مع التحذير المناسب من عدم تطبيق البنزويل بيروكسيد والرتنؤيد في وقت واحد)
- تُسحب الأدوية عند التحسن بحسب ترتيب الإضافة الصاد ثم الرتنؤيد..
- حبوب منع الحمل:

قد تستفيد بعض المريضات من استخدام حبوب منع الحمل الحاوية على مواد بروجستينية غير اندروجينية من مثل norgestimate أو desogestrel ويجب الانتظار 2 - 4 أشهر حتى يظهر التأثير
- البنزويل بيروكسيد: (صوابين - محاليل - هلامات)

تستخدم مرة أو مرتين يومياً وتعتبر بداية جيدة للعلاج لكافة أنواع حب الشباب (بعض أنواعها يباع بدون وصفة) تتراوح عيارات المستحضرات من 2.5 - 10% ويزداد جفاف الجلد كلما ازداد عيار المستحضر ولا يزداد التأثير المضاد للبكتيريا وتكون المستحضرات المائية عادة أقل جفافاً
- أفضل ما يعالج به الزؤان comedonal بالرتنؤيد الموضعي

من مثل (tretinoin(retain-A و(adaplene(differin و(tazaroten(Tazorac تدهن دهنًا خفيفًا قبل النوم ويبدأ بالعيار الخفيف ويزاد بالتدريج على مدى عدة أسابيع أو أشهر بحسب الحاجة أو تحمل المريض.
- من الشائع حدوث احمرار الجلد وتهيجه في بداية العلاج بالرتنوئيدات ويمكن تلطيف الحالة بتقليص عدد مرات التطبيق إلى مرة كل يومين أو ثلاثة أيام حسب ما يلزم.
- الهلامات المائية والمحاليل الكحولية أقوى تأثيراً وأشد إحداثاً للجفاف وهي المفضلة عند المرضى ذوي البشرة الدهنية وفي حالات فشل العلاجات بالكريمات (الرهيمات).

ملاحظة: لا يجوز تطبيق الرتنوئيد بعد البنزويل بيروكسيد إلا بعد مضي 1 - 2 ساعة والسبب أن البنزويل بيروكسيد والرينوئيد في حال تطبيقهما معاً قد يسبب تهيج جلدي كما يُلغى مفعول الدوائين. وممنوع الحك

## استخدام المضادات الحيوية
الحب الحطاطي والبثري يستدعي إضافة المضادات الحيوية موضعياً أو فموياً اعتماداً على اتساع الإصابة وحسب تفضيل المريض

### المضادات الحيوية الموضعية
تطبق موضعياً مرتين يومياً بعد الغسل (باستعمال غسول بنزويل بيروكسيد) وتجفيف البشرة. ويوجد للمضادات حيوية أشكال عديدة (محاليل - هلامات - لوشن - مرهم - كريم) أنواع منها الإيريتروما 2 % والكلينداسين والتتراسكلين والسلفاسناميد ومنها حمض الأزيليك الذي يتمتع بخاصة حل الجلد المتقرن بالإضافة لتأثيره المضاد للبكتيريا لكن المرضى أصحاب البشرة الداكنة قد يحصل لديهم عند استخدامه نقص في التصبغ.

### المضادات الحيوية الفموية
تستخدم في الإصابة الشديدة أو الواسعة الانتشار، الخط الأول في العلاج التتراسيكلين أو الإريثرومايسين 1 غ / اليوم مجزأة على جرعتين.
ملاحظة: قد يسبب التتراسيكلين حساسية ضوئية، وكذلك يشيع الاضطراب المعدي والمعوي مع الإريثرومايسين. و في حال فشل هذين العلاجين يمكن استخدام مينوسيكلين 50 - 100 ملغ مرتين يومياً أو دوكساسلين 50 ملغ (و أحياناً 100 ملغ) مرتين يومياً ومن الممكن استخدام تريمتوبريم -سلفاميتوكساسول مع احتمال فائدة أقل بجرعة 160 - 180 ملغ مرتين يومياً. عادة تكون المضادات الحيوية الفموية أكثر فاعلية من الموضعية وتستخدم في حال فشل الموضعية.

## حب الشباب العقدي الكيسي
و هو من أشد الأنواع ويسبب آثار جسدية ونفسية، يبدأ العلاج باستخدام حكيم للعوامل الدوائية السابقة الذكر وفي حال عندت الحالة على العلاج يُستخدم ايزوترينون isotrtinion الفموي بنجاح ولا يجوز وصفه إلا في الحالات الشديدة والنكوسة والحالات العقدية الكيسية.
«ملاحظة» هذا الدواء مشوه جنين للأجنة تشويهاً كبيرًا ويجب منع الحمل عند النساء في سن الإنجاب طوال فترة العلاج. يستخدم الإيزوترنتون بجرعة 0.5 - 2.0 ملغ / كغ / يوم مجزأة على جرعتين ولمدة 16 - 20 أسبوعاً.
من آثاره الجانبية: التهاب الشفة، الألم العضلي، الألم المفصلي، الرعاف، الجفاف xerosis، ارتفاع الخمائر الكبدية، زيادة الدسم في الدم، نفص البيض.
و ينصح بالمناطرة الكثيفة (كل 2 - 4 أسابيع) لاختبارات الوظائف الكبدية وكذلك الشحوم الثلاثية والتعداد العام للدم CBC.
بالاستخدام الأنسب يمكن أن يكون هذا الدواء فعال لتراجع كبير للحب أو زواله نهائياً وفي حال حدوث نكس غالباً ما تكون الحالة ألطف وتستجيب أفضلَ لعوامل دوائية أقل سمية سبق أن استخدمت.

## علاجات أخرى
- العلاج الضوئي: علاج حقق نجاحات جيدة في علاج حالات حب الشباب. أوضحت الدراسات أن 76% من البثور اختفت لدى 80% من المرضى بعد تلقيهم العلاج الضوئي بالأشعة فوق البنفسجية. علاج آمن نسبيا ولكن ما زال البعض يتخوف من كونه قد يسبب التجاعيد على عمر أبكر من المعتاد.
- العلاج بالليزر: استخدم الحرق بالليزر سابقاً لعلاج آثار حب الشباب التي يخلفها على سطح الجلد، ولكن الباحثين وجدوا أن له قيمة علاجية أيضا حيث يقوم بحرق الغدد الدهنية في الوجه وبصيلات الشعر ويسبب تكون الأوكسجين داخل البكتيريا المسبب لحب الشباب مما يؤدي لقتلها.

## أشكال أخرى لحب الشباب
- عد زؤاني
- عد بثري حطاطي
- عد مقلوب
- عد خاطف
- عد آلي
- عد سمي أو تماسي
- عد المزوقات
- عد الزيوت
- عد تسحجي عند الشابات
- عد الوليد[55]

## ندبات حب الشباب
ندبات حب الشباب (بالإنجليزية Acne scars). وهي ندبات تظهر على الجلد وخاصة على الوجه. وتحدث نتيجة التليف في الكولاجين الجديد> الذي يتكون لعلاج المرض الحادث، وتصل نسبة حدوثها إلى 30 % في حب الشباب المعتدل والشديد، خاصة حب الشباب المكبب وحب الشباب المداهم.

### الأعراض
1-إحمرار في الجلد الذي كان مصاباً.
2-بقع بنية غامقة.
3- بقع وعلامات بيضاء.

### الأنواع
- -الندبات الدائمة: هذه الندبات لاتختفي بمرور الوقت على الرغم من أنها تتحسن بعض الشيء، ويمكن تقسيمها إلى الأنواع التالية:

1-الندبة المنقرة.
2-الندبة الضامرة، وهي رقيقة ومنبسطة.
3-الندبة البارزة (جُدرة)، وهي سميكة متليفة.

### العلاج
يكون العلاج للندبات حسب شدتها. فبعض الحالات يُشفى منها بدون علاج ومنها يحتاج لبعض الادوية والكريمات فتزول الندب. ولكن في بعض الحالات الشديدة، قد يستعمل القشط بالليزر، أو نقل وزراعة الجلد, للندبات العميقة. أو احيانا لجراحة الموضعية، حيث تُقطع الألياف المتصلة بالندبة من تحتها مما يتيح للجلد العودة إلى وضعه الطبيعي، وأيضا الإزالة الجراحية للندبات الكبيرة. قد يُحقن الكولاجين والشحوم والمواد الأخرى داخل الجلد لحشوه. والساحج إحدى طرق العلاج. وكذلك استخدام مرهم الستيرويد القوى لعدة أسابيع، أو الحقن الموضعي للستيرويد في الندبة، واستعمال السيليكون.أو العلاج بالتبريد بالنتروجين السائل. ومع ذلك فإن الندبات البارزة تميل للمعاودة مرة أخرى حتى بعد العلاج الناجح.

## توقعات سير المرض
بالعادة يتحسن حب الشباب بعمر العشرين ولكنه يمكن أن يستمر حتى مرحلة البلوغ. وقد تكون الندبات الناتجة دائمة. يوجد دليل يدعم فكرة أن حب الشباب يؤدي لآثار نفسية سلبية، كالمزاج المعكر، ضعف الثقة بالنفس وزيادة احتمالات القلق والاكتئاب والتفكير بالانتحار.

## علم الأوبئة
يصيب حب الشباب عالميا حوالي 650 مليون شخص أو ما يقارب 9.4% من السكان حتى عام 2010. ما يقارب 90% من المجتمع الغربي يصاب به خلال سنوات المراهقة وقد يستمر لمرحلة البلوغ. بعد سن 25 سنة يصيب حب الشباب 54% من الإناث و40% من الذكور. معدل انتشاره 85%.مايقارب 20% هم من ذوي الحالات المتوسطة أو الشديدة وهو أكثر شيوعا بين الإناث منه في الذكور(أي 9.8% بمقابل 9.0%). أما بالنسبة للذين تزيد أعمارهم عن 40 سنة، فإنه يصيب 1% من الذكور و5% من الإناث تبقى لديهم المشكلة. نسب الإصابة في المجتمعات الريفية أقل. ولكن البعض وجد أنه يصيب الناس من كل الأعراق. ويمكن أن لا يحدث في المجتمعات غير الغربية من البابوا غوينيا الجديدة والباراغواي.
يصيب حب الشباب 40-50 مليون شخص في الولايات المتحدة (16%) وما يقارب 3-5 مليون في أستراليا (23%). شدة حب الشباب عند الأمريكان القوقازيين أخطر من الأفريقيين.

## التاريخ
مصر القديمة، اليونان القديمة، وروما القديمة: كان الكبريت يستعمل لعلاج حب الشباب.
في عشرينيات القرن الماضي: استعمل البنزويل بيروكسيد لعلاج حب الشباب.
في سبعينيات القرن الماضي: استعمل التريتنوين (اسمه التجاري الأصلي ريتين أ) كعلاج فعال لحب الشباب. وهذا ما أسهم في تطوير الآيزوتيرتينوين الذي يؤخذ عبر الفم (وكان باسم اكواتان أو رواكواتان في السوق) في عام 1980. وكذلك المضادات الحيوية استعملت لعلاجه مثل مينوسيكلن. في الثمانينيات: أُحضر «اكواتان» إلى الولايات المتحدة، ولكن بعد مدة وُجد أنه يسبب تشوهات خَلقية خاصة إذا استعمل أثناء الحمل. النساء اللواتي أصبحن حوامل في الولايات المتحدة 1982- 2003 أثناء استعمال الدواء انتهى بهن الأمر إلى الإجهاض.حوالي 160 طفل ولدوا بتشوهات خَلقية.

## المجتمع والثقافة

### التكلفة
تكاليف علاج حب الشباب كبيرة وذات اعتبار. حيث يعتبر حب الشباب مسؤولا عن 5 ملايين زيارة للطبيب بتكلفة تفوق 2.5 مليار دولار كل سنة تكلفة مباشرة في الولايات المتحدة. وكذلك في المملكة المتحدة تبلغ الزيارات الطبية بسبب حب الشباب 3.5 مليون زيارة كل سنة.

### السمة
المفاهيم الخاطئة حول مسببات حب الشباب أو العوامل المحفزة له كثيرة وهؤلاء الذين يصابون بحب الشباب يلامون كثيرا نظرا لحالتهم. هذا اللوم يؤثر سلبا على الشخص المصاب وعلى ثقته بنفسه. حيث يرتبط حب الشباب وما يسببه من ندبات مع مشاكل اجتماعية قد تدوم حتى مرحلة البلوغ.

## البحوث
في عام 2007 وُثق أول إنتاج للتسلسل الجيني لعاثية لـ P.acnes. حيث اقترحوا في هذا البحث استخدامه نحو تطوير العلاج بالعاثية لعلاج حب الشباب لتفادى المشاكل التي تحصل نتيجة الاستخدام طويل المدى للمضادات الحيوية مثل مقاومة البكتيريا. جُرب مطعوم في الفئران لعلاج حب الشباب الالتهابي بنجاح، ولكن لم تثبت فاعليته على البشر. بعض العاملين الآخرين عبروا عن مخاوفهم تجاه إنتاج مطعوم لمعادلة (القضاء على) التجمعات البكتيرية الموجودة وجودًا طبيعيًا على جلد الإنسان والتي لها دور في حمايته من أنواع أخرى من البكتيريا الأكثر ضررا.